# Detrás de la puerta verde
Tras la puerta verde es una película estadounidense pornográfica de 1972, producida y dirigida por Artie Mitchell y Jim Mitchell. Es considerada uno de los «clásicos» del género y una de las películas que marcaron el inicio de la Edad de Oro del porno (1969-1984). Protagonizada por Marilyn Chambers (quien habría de convertirse en una celebridad) en el papel principal, fue una de las primeras películas hardcore estrenadas en Estados Unidos y el primer largometraje dirigido por los hermanos Mitchell. Se trata de una adaptación de un relato corto anónimo del mismo título, que circulaba mediante numerosas copias al carbón. El título de la historia hace referencia a una popular canción de 1956, «Green Door» (lit., puerta verde), cuya letra describe cómo a alguien se le niega la entrada a un estridente club nocturno que tiene una puerta verde. A pesar de ser la protagonista de la película, Chambers no tiene ni una sola línea de diálogo en toda la película. La película es posiblemente el primer largometraje estadounidense de sexo duro heterosexual que incluye una escena de sexo interracial.
Fue incorporada al Salón de la Fama de X-Rated Critics' Organization (XRCO) en 1985.

## Sinopsis
La pudiente joven Gloria Saunders (Marilyn Chambers) es raptada en un bar de carretera, en un pueblo cualquiera de Estados Unidos. Tras ser llevada a un misterioso cabaret oculto tras una puerta verde, para «ser amada como nunca antes», es semihipnotizada y su cuerpo convertido en protagonista de un espectáculo erótico ante un público que oculta sus rostros usando antifaces. El público, silencioso y mayoritariamente enmascarado, se excita cada vez más a medida que le quitan el vestido blanco y las mujeres la acarician y la besan. Su primera relación sexual heterosexual es con el boxeador afrodescendiente Johnnie Keyes, acompañado por una banda sonora funk. A lo largo de 45 minutos,  tienen relaciones sexuales, mientras Gloria sigue siendo acariciada por las otras mujeres. Cuando ella tiene un orgasmo, el sexo se detiene y no se muestra que él eyacule. La película cuenta con varios primeros planos a cámara lenta y multicolor de tomas de eyaculaciones. Esta es la única secuencia de eyaculación de la película. A continuación, el narrador corre desde el público hacia el escenario y se lleva a Gloria por la puerta verde. La película termina con él y Gloria haciendo el amor a solas.

## Comentarios
Es una de las más famosas películas pornográficas de la década de 1970. De hecho fue la primera película pornográfica estadounidense de distribución comercial en convertirse en un éxito popular. Pertenece a la llamada Edad de Oro del Porno (Golden Age), que tuvo lugar a finales de la década de 1960 y durante los primeros años de la década de 1970, por lo que puede compararse con filmes como The Devil in Miss Jones o Garganta profunda.
La protagonizó una joven modelo, Marilyn Chambers, conocida hasta entonces por anunciar una marca de jabón «99.44 % puro». 
La historia se basa en un relato anónimo que ya circulaba en Estados Unidos durante los años de la Segunda Guerra Mundial. El filme tuvo una secuela a mediados de la década de 1980, y fue también dirigida por los hermanos Mitchell, pero en esta ocasión fue un fracaso comercial que les hizo perder una suma considerable de dinero.

## Legado
- La película hace referencia a la canción "Green door" de Jim Lowe (1956). Hay versiones en español de Los Llopis y Los Nikis
- En una entrevista reciente, John Cena reveló que esta cinta es uno de sus "placeres culposos"